# آلمانی سفلای شرقی

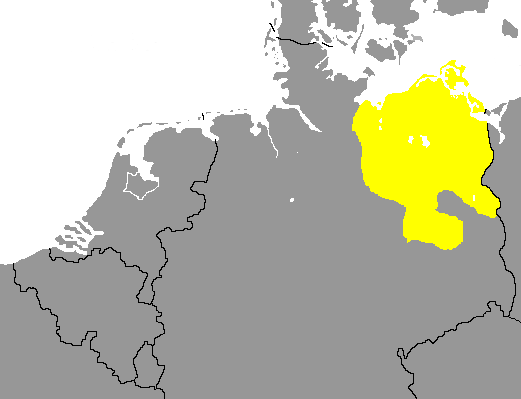
گستره آلمانی سفلای شرقی در آلمان

آلمانی سفلای شرقی یا ساکسونی شرقی نام گروهی از گویش‌های مختلف زبان آلمانی سفلا، از جمله پومرانی و پروسی می‌باشد. گویشوران این گویش‌ها در شمال شرقی آلمان و به صورت گروه‌های کوچک در مناطق شمالی لهستان کنونی زندگی می‌کنند.
گویش‌های آلمانی سفلای شرقی به همراه آلمانی سفلای غربی، گروه زبان‌های آلمانی سفلا را تشکیل می‌دهند.
تا قبل از سال ۱۹۴۵ میلادی در تمام ساحل دریای بالتیک در شمال آلمان (از مکلنبورگ تا پومرانیا و از پروس غربی تا پروس شرقی) به این زبان تکلم می‌شد.

## گویش‌ها
آلمانی سفلای شرقی گویش‌های چندی را در بر می‌گیرد:
- در آلمان:
  - براندنبورگی
  - مکلنبورگی-فورپومرنی
- در لهستان:
  - پروسی سفلا
  - پومرانی شرقی